# Ottaviano de' Medici
Ottaviano de' Medici (14 luglio 1484 – 28 maggio 1546). Figlio di Lorenzo di Bernardetto de' Medici e di sua moglie Caterina Nerli, e lontano cugino del ramo di Lorenzo il Magnifico, fu il primo signore di  Ottaiano e il capostipite del ramo dei Medici di Ottajano.

## Biografia
Fu molto devoto di Cosimo I de' Medici, sebbene non appartenesse allo stesso ramo familiare, e ne ottenne diversi incarichi a Firenze: fece parte degli «Otto di Balìa» dal 1527 e dei «Ventiquattro accoppiatori» (1530) e ricoprì le cariche di «magistrato straordinario dei XII cittadini» (ancora nel 1530) e di «procuratore delle fortificazioni». Nel 1531 fu Gonfaloniere di Giustizia della Repubblica di Firenze, carica prestigiosa sebbene puramente formale, dopo la riconquista della città da parte delle truppe spagnole e pontificie e l'insediamento del duca Alessandro. Dal 1532 ricoprì il ruolo di senatore, residuo delle antiche libertà cittadine, e nel 1537 svolse l'incarico di «depositario generale». Nella sua autobiografia, La Vita, Benvenuto Cellini gli attribuisce un profilo arrogante e stizzoso, testimoniato anche da altre fonti.

## Matrimoni e discendenza
Sposò in prime nozze, nel 1518, Bartolomea Giugni. Dopo essere rimasto vedovo sposò Francesca Salviati, anch'essa vedova e figlia di Jacopo Salviati e di Lucrezia de’ Medici.
Dal primo matrimonio ebbe:
- Bernardo detto Bernardetto († post 1579). 2.º signore di Ottaiano e capostipite del ramo dei "Principi dei Medici di Ottajano". La sede del Feudo era a Ottajano - Napoli.
- Costanza († 27 marzo 1606), moglie di Ugo della Gherardesca, conte di Donoratico.

Dal secondo matrimonio ebbe:
- Leone. Morto infante.
- Alessandro (1535 - 1605). Futuro arcivescovo di Firenze e papa Leone XI nel 1605.

## Ascendenza
|                          |                     |                        | Genitori              |  |  | Nonni |  |  | Bisnonni           |  |  | Trisnonni           |  |
|                          |                     |                        |                       |  |  |       |  |  | Antonio de' Medici |  |  | Giuliano de' Medici |  |
|                          |                     |                        |                       |  |  |       |  |  | Antonio de' Medici |  |  | Giuliano de' Medici |  |
|                          |                     | Tellina Donati         |                       |  |  |       |  |  | Antonio de' Medici |  |  |                     |  |
| Bernardetto de' Medici   |                     |                        |                       |  |  |       |  |  | Antonio de' Medici |  |  |                     |  |
|                          |                     | Cilla de' Bonaccorsi   | …                     |  |  |       |  |  |                    |  |  |                     |  |
|                          |                     | Cilla de' Bonaccorsi   | …                     |  |  |       |  |  |                    |  |  |                     |  |
|                          |                     | Cilla de' Bonaccorsi   | …                     |  |  |       |  |  |                    |  |  |                     |  |
| Lorenzo de' Medici       |                     | Cilla de' Bonaccorsi   |                       |  |  |       |  |  |                    |  |  |                     |  |
|                          |                     | Francesco de' Guasconi | …                     |  |  |       |  |  |                    |  |  |                     |  |
|                          |                     | Francesco de' Guasconi | …                     |  |  |       |  |  |                    |  |  |                     |  |
|                          |                     | Francesco de' Guasconi | …                     |  |  |       |  |  |                    |  |  |                     |  |
| Costanza de' Guasconi    |                     | Francesco de' Guasconi |                       |  |  |       |  |  |                    |  |  |                     |  |
|                          |                     | …                      | …                     |  |  |       |  |  |                    |  |  |                     |  |
|                          |                     | …                      | …                     |  |  |       |  |  |                    |  |  |                     |  |
|                          |                     | …                      | …                     |  |  |       |  |  |                    |  |  |                     |  |
| Ottaviano de' Medici     |                     | …                      |                       |  |  |       |  |  |                    |  |  |                     |  |
|                          | Francesco de' Nerli | Filippo de' Nerli      |                       |  |  |       |  |  |                    |  |  |                     |  |
|                          | Francesco de' Nerli | Filippo de' Nerli      |                       |  |  |       |  |  |                    |  |  |                     |  |
|                          | Francesco de' Nerli | …                      |                       |  |  |       |  |  |                    |  |  |                     |  |
| Tanai de' Nerli          | Francesco de' Nerli |                        |                       |  |  |       |  |  |                    |  |  |                     |  |
|                          |                     | Dianora Tornaquinci    | Francesco Tornaquinci |  |  |       |  |  |                    |  |  |                     |  |
|                          |                     | Dianora Tornaquinci    | Francesco Tornaquinci |  |  |       |  |  |                    |  |  |                     |  |
|                          |                     | Dianora Tornaquinci    | …                     |  |  |       |  |  |                    |  |  |                     |  |
| Caterina de' Nerli       |                     | Dianora Tornaquinci    |                       |  |  |       |  |  |                    |  |  |                     |  |
|                          |                     | Neri Capponi           | Gino Capponi          |  |  |       |  |  |                    |  |  |                     |  |
|                          |                     | Neri Capponi           | Gino Capponi          |  |  |       |  |  |                    |  |  |                     |  |
|                          |                     | Neri Capponi           | Margherita Nasi       |  |  |       |  |  |                    |  |  |                     |  |
| Giovanna "Nanna" Capponi |                     | Neri Capponi           |                       |  |  |       |  |  |                    |  |  |                     |  |
|                          |                     | Selvaggia Sacchetti    | Tommaso Sacchetti     |  |  |       |  |  |                    |  |  |                     |  |
|                          |                     | Selvaggia Sacchetti    | Tommaso Sacchetti     |  |  |       |  |  |                    |  |  |                     |  |
|                          |                     | Selvaggia Sacchetti    | …                     |  |  |       |  |  |                    |  |  |                     |  |
|                          |                     | Selvaggia Sacchetti    |                       |  |  |       |  |  |                    |  |  |                     |  |